# Vederslöv/Dänningelanda IF
Vederslöv/Dänningelanda IF, ofta V/D eller VDIF, är en idrottsförening från Dänningelanda i Växjö kommun i Kronobergs län, bildad den 20 mars 1932. Föreningen har sitt upptagningsområde i Vederslöv, Tävelsås och Kalvsvik med omnejd. Historiskt sett har föreningen varit aktiv inom bandy, gymnastik och volleyboll men är sedan en tid en renodlad fotbollsförening.

## Herrlag
Fotbollsspel har sedan V/D:s bildande utgjort föreningens grund och laget har haft ett herrlag i seriespel sedan bildandet. Laget har spelat fyra säsonger i gamla division III, d.v.s. den tredje högsta serienivån (motsvarande dagens division I. Laget spelade i trean 1980-1982, 1985-1986.
På senare år har laget vanligen spelat i division IV (sjättedivision sedan 2006) eller division V, säsongen 2022 slutade laget på sista plats i division IV Småland södra.

## Damlag
Damlaget startades redan i slutet av 1960-talet och spelade säsongen 2022 i division IV.

## Övriga idrotter
År 1971 bildade V/D en volleybollsektion. Herrlaget var framgångsrikt under 1980- och 1990-talet då det kvalspelade till Elitserien vid ett flertal tillfällen. Sektionen är inte längre aktiv.
Fram till 1967 hade föreningen en bandysektion som spelade på Vederslövssjöns is. Sektionen nedlades på grund av svårigheter att hålla en spelduglig sjöis.